# Diecéze augilská
Diecéze Augile je bývalá titulární diecéze římskokatolické církve.

## Historie
Augile, identifikovatelná s Awjila, v dnešní Libyi, bylo starobylé biskupské sídlo, nacházející se v římské provincii Libya Inferiore a sufragánnou arcidiecéze Darnis.
Podle Prokopia z Kaisareie (De aedificiis, VI, 2) obyvatelé zůstaly pohany až do doby císaře Justiniána I., kdy byli převedeni na křesťanství. Je znám jediný biskup této diecéze, Theodorus, který se roku 553 zúčastnil Druhého konstantinopolského koncilu.
Na začátku 20. století se stala titulárním biskupským sídlem; roku 1925 byla zrušena.

## Seznam biskupů
- Theodorus (zmíněn roku 553)

## Seznam titulárních biskupů
- 1899–1915 Isidoro Clemente Gutiérrez, O.P.
- 1916–1920 Antonio Aurelio Torres y Sanz, O.C.D.
- 1920–1925 Domenico del Buono